# John D. Hall
John D. Hall (* vor 1942) ist ein US-amerikanischer Toningenieur. 1942 wurde er für Die unsichtbare Frau für den Oscar in der Kategorie Beste visuelle Effekte nominiert.